# 北門古墳群
北門古墳群 （ぼっかどこふんぐん）は、神奈川県横浜市緑区十日市場町に存在する6世紀後半から7世紀の古墳群。埼玉県鴻巣市の生出塚埴輪窯跡で生産された埴輪を使用した古墳群としては、千葉県市原市国分寺台にあった山倉古墳群とともに最も南に位置する。

## 概要
鶴見川支流の恩田川に面した台地に築造された。1980年（昭和55年）ごろの踏査調査では1号～4号墳が認められ、埴輪を拾えることが知られていた。なお4号墳は横浜線の線路が横断しており、大半が壊されている。
2004年（平成16年）、現地は駐車場に造成されることになり、9月22日から12月9日にかけて、民間発掘会社が市の依頼を受けて発掘調査した。発掘により、既に存在が確認されていた1・2・4号墳が発掘され（3号は位置が離れていて調査対象外）、泥岩製の切石を積んだ横穴式石室や、周溝（古墳の周囲に掘られる溝）が見つかった。ただし4号墳については、何故か1980年の報告文と位置が少し違うので、未知の古墳（6号墳）である可能性もあるという。また、これとは別に新たに5号墳が見つかった。築造年代は6世紀後半から7世紀にかけてと推定された。
出土品は、1号墳から土師器のほか、人物を象った「人物形象埴輪」が多数出土した。形の類似性や粘土成分の分析の結果、埼玉県鴻巣市にある生出塚埴輪窯の製品であることが判明した。現在の埼玉県から横浜市緑区まではるばる運ばれたものだが、生出塚埴輪窯の埴輪は、千葉県市原市の山倉古墳群1号墳でも発見され、遠隔地まで広く供給されたことがわかっている。
1号墳の出土品は、2006年（平成18年）11月1日に市指定文化財（考古資料）となっている。

## 参考図書
- 坂本, 彰「北門古墳群をめぐって」『都筑文化』第1号、緑区郷土史研究会、1980年10月。
- 株式会社盤古堂 編『横浜市緑区 北門古墳群Ⅰ』株式会社盤古堂、2007年3月31日、1-56頁。
- 横浜市埋蔵文化財センター（編）「古墳に樹てられた埴輪たち－戸塚区上矢部町富士山古墳と緑区北門1号墳の埴輪－」（PDF）『埋文よこはま』第17号、横浜市ふるさと歴史財団、2008年3月28日。